# 右寺修
右寺 修（みぎてら おさむ、9月6日 - ）は、コナミデジタルエンタテインメント所属の主にBEMANIシリーズで活動しているゲームミュージックの作曲家。通称は「デスロウ先生」「兄さん」。

## 概要

### 略歴
BEMANIシリーズでは『pop'n music 5』でデビューし、『6』の「大見解」で人気を博す（譜面制作担当としてはそれ以前から参加していた）。『beatmania 6thMIX』以降、positive MAとしてSLAKEこと藤井岳彦とタッグでサウンドディレクションを行い、最終作である『beatmania THE FINAL』までの3作に携わった。さらに、『beatmania』第2のベスト盤CDとなる「beatmania THE BEST PROMINENT」を手がける等、後期『beatmania』に広く関わっていた。かつては『ee'MALL』シリーズのサウンドプロデューサーも務めていた。
現在は主にDes-ROW名義で『pop'n music』を中心に『GuitarFreaks』、『DrumMania』などへ数多くの楽曲を提供しているほか、Xbox 360向け『Dance Evolution』のミュージックディレクターも勤めた。
BEMANI以外のゲームではNever Dead(2012年2月2日)のサウンドプロデュースも担当している（右寺のTwitterでの発言より）。
2004年7月2日に、コナミの通販サイト「コナミスタイル」にてファーストアルバム「D.」を発売した。
高校の英語教師の免状（の一種）を持っているらしい。そのことから、『pop'n music』のキャラクター、「DTO」（英語教師の設定）のモデルになっている。
彼の楽曲は作品を問わず高難易度の曲が多く、『DrumMania』においては非常にありえない譜面が多いことで有名で、『pop'n music』でも「13」までHELLコースに毎回彼の楽曲が入っていたほどだった。彼自身の音楽ゲームの実力は不明だが、『pop'n music』についてはあまり上手くはないと語っている。

### 名義について
Des-ROW名義では主にミクスチャー・ロックを、D-crew名義ではテクノなど、曲調で名義を使い分ける。また右寺単独ではなく、アルファのTSUBOI（参加時のメンバー名はYU）とコンビを組んだ際の名義はDes-ROW・組となる。さらにそのDes-ROW・組も、メンバーによって細かく名義が変わり、5人以上集まった場合が「スペシアル」となる模様。また、スペシアルのメンバーにTSUBOIが加わらない場合はDes-ROW+○（○は数字やイニシャル）になる。ほかにTOMOSUKEとのユニット「NICK BOYS」にも参加している。
Des-ROW名義でコメント等をする場合、「NICK BOYS」以外の名義について基本的に触れることはなく、D-crew名義の「MY GIFTS」のコメントでは「Des-ROWの曲をアレンジした」とDes-ROWとD-crewは別人であるかのように述べているが、「D-crew」の名義について「自作自演分身」であると語っている。また、雑誌「月刊アルカディア」のインタビューの際に『Dance Dance Revolution SuperNOVA』収録の自身の移植曲として「CURUS」を挙げている。
Des-ROW名義での公式サイト等のコメントでは、ふなふな語と呼ばれる、語尾に「うへ」「ころ」等が付く独特の文体を使い、独特（と言うよりはわざと間違えている）漢字の使い方をし、少々読みづらい（例：怒り→碇 2、3回→二山海）。ただしDes-ROW名義以外では普通の文章である（最近ではD-crew名義でもおかしな口調になりつつある）。
Des-ROWの読み方は「ディースロー」または「ディースロウ」であるが、「デスロウ」と読まれることが非常に多い（『pop'n music』のエキスパートモードにも「デスロウコース」というものがある。またbeatnation summitにてDJ YOSHITAKAに「デスロウ兄さんでした〜」と紹介されていた）ため、どちらでもいいと思っているらしい。最初は自分でも「デスロウ」と名乗っていたが、ひどく酔った際に「ディースロー、ディースロー」と連呼している自分がおり、それが気に入って「ディースロー」にしたとのこと。また、Des-Rowと誤記されることも多い（例として、『pop'n music 9』の「男々道」など。『15』時点まで修正されていなかった）。
桜井零士の曲にも提供していることも多く、その時は、leap-dを名乗ることもある。

## 作品
右寺が歌唱した曲もあるが、歌唱力については好みが分かれる傾向にあり、本人も「もっと練習しないと」「自分でもこの声があまり好きではない」と洩らしている。なお、会話などの際は普通に話すが、歌唱の場合は『デス声』と呼ばれるドスの効いた声で歌うことがある。デス声で歌う場合は歌詞よりも高音シャウトの方が多い。

### Des-ROW関係
Des-ROW
- CORE DES（beatmania CORE REMIX/オープニング曲・ゲーム譜面なし）
- DESAT（beatmania 7th/オープニング曲・ゲーム譜面なし）
- STEEL CAGE（beatmania 7th・ee'MALL）
- COREDESAT（beatmania THE FINAL・ee'MALL/「CORE DES」と「DESAT」を繋げて作られた曲）
- INNOVATION（pop'n music 5）
- 夢添ぅてぃ(des-mix)（pop'n music 9/同名曲のリミックス）
- 夢添うてぃ(des mix 2010)（pop'n music 18 せんごく列伝/過去に『pop'n music 9』でリミックスした曲(現在は削除されている)のリメイク）
- too late two（GUITARFREAKS 8th & drummania 7th/「pure」の別バージョン）
- 夕刻エレジ -秋-（REFLEC BEAT groovin'!! Upper）
- Pharaoh ★ Love（BOOM BOOM DANCE/NeverDeadのエンディングテーマ（英語版））
- Lame by Monday（BOOM BOOM DANCE）
- Death Real（Rock Revolution）
- LEAD Gravity（ポップンリズミン）

Des-ROW+1
- pure（pop'n music 8）

Des-ROW+2
- lime-light（ee'MALL）
- PURE（「pure」のアルバム版）
- Too late Two（「too late two」のアルバム版）
- VOIDDDD（「VOIDDD」のアルバム版）
- ヴェルヴェットバレット（pop'n music 19 TUNE STREET）

Des-ROW+3
- lime-light-iris（「lime-light」のアルバム版）

Des-ROW+ANT
- STARLIT DUST/スティルに捧ぐ（jubeat ripples）

Des-ROW+edge dogs
- FEEL the BREEZE（GuitarFreaksV4 Rock×Rock & DrumManiaV4 Rock×Rock）

Des-ROW feat. DENNIS GUNN
- Tail Spin（GUITARFREAKS 11th & drummania 10th）

Des-ROW feat. Kevin Vicchione
- VOIDDD（GUITARFREAKS 5th & drummania 4th・beatmania THE FINAL・ee'MALL）

Des-ROW feat. SHIGE（元CHOKE SLEEPERのヴォーカルSHIGEとのユニット）
- Funky sonic World（GUITARFREAKS 10th & drummania 9th）
- Endless cruising（GuitarFreaks V & DrumMania V）

Des-ROW feat. 真言
- THE PLACE TO BE（pop'n music 10）

Des-ROW feat. めぐみ
- THE PLACE TO BE ver.red（V-レアサウンドトラック7に収録）

Des-ROW Ft. Vanilla Ice（ヴァニラ・アイスとのコラボ）
- Still unbreakable（DanceDanceRevolution II） - 日本ではBOOM BOOM DANCEが初出
- BEFREE（BOOM BOOM DANCE）

Des-ROW ft.中島愛
- Pharaoh ★ Love（REDLEC BEAT limelight/NeverDeadのエンディングテーマ（日本語版））

Des-ROW・United
- 雪上断火 14tuple（ポップンリズミン）

Des-ROW with BM
- NAMIノリ//www.（pmp2）

Des-ROW with Maxi Priest（マキシ・プリーストとのコラボ）
- SAY A PRAYER（BOOM BOOM DANCE/DanceDanceRevolution II） - 日本ではBOOM BOOM DANCEが初出

Des-ROW+XX
- The Sunbeam （BOOM BOOM DANCE/『pop'n music 13』SUN/光線の英語アレンジ）

Des-ROW+Y
- プリンシプル（pop'n music 16 PARTY♪）

Des-ROW・スペ志アル
- イミテーション語ル死ス（REFLEC BEAT）

Des-ROWと愉快な仲間達
- サビだけ1コーラス弾き語り「レトロスペクト路」（春だわくわく！pop'nmusic文化祭）

Des-ROW+ミサコちゃん
- ミサコの日記(見ちゃダメ!)（pop'n music 20 fantasia)

（一般公募イベントのキャラクター部門最優秀受賞キャラ「ミサコちゃん」のイメージに合わせて作曲された曲。）

### Des-ROW・組関係
Des-ROW・組
- 大見解（pop'n music 6）-初出時 Des-ROW feat. TSUBOI for ALPHA名義
- 夜間行（pop'n music 7）-初出時 Des-ROW feat. TSUBOI for ALPHA名義
- 夢有（pop'n music 8/ボーカルベスト4にロングバージョン収録）
- 男々道（pop'n music 9）
- 男々道15（ボーカルベスト5収録、「男々道」のロングバージョン）
- 雪上断火（pop'n music 12 いろは）
- 説（ee'MALL）
- 夜間行(super heavy YUMIX)（「夜間行」のアルバム版）
- 夢有(89)（「夢有」のアルバム版）
- 差無来!!(GuitarFreaks V3 & DrumMania V3)
- 火風陸空(pop'n music ラピストリア)
- 斬刀鬼(REFLEC BEAT VOLZZA)
- 堕羅朽(GITADORA EXCHAIN)
- 令和の国(pop'n music peace)

Des-ROW・組スペシアル
- cobalt（pop'n music 9）
- ULTRA BUTTERFLY（坤剛力）（pop'n music 10）
- 坤剛力（スタジオバッティングスペシアル）（V-レアサウンドトラック6収録）
- Juicy (GuitarFreaks V6 BLAZING!!!! & DrumManis V6 BLAZING!!!!)
- 狼弦暴威 (pop'n music UniLab)

Des-ROW・組スペシアルｒ
- カゲロウ（pop'n music 11）
- 大見解コア（「大見解」のアルバム版）
- 男々道（悠激）（「男々道」のアルバム版）
- cobalt（アルバム版）
- a-no-ther/day（アルバムのみの収録曲）
- へんたいトリロジー(pop'n music 17 THE MOVIE)
- 一撃必翔(pop'n music 18 せんごく列伝、モデスト・ムソルグスキーの『禿山の一夜』のアレンジ)
- 在るが儘に(REFLEC BEAT VOLZZA 2)

Des-ROW・組スペシアルz
- SUN/光線（pop'n music 13 カーニバル）
- レトロスペクト路（pop'n music 14 FEVER!）

Des-ROW・組ユナイテッド
- 路男（pop'n music 15 ADVENTURE）

Des-ROW・組コアスペ
- 腐斯偽堕日本 (GuitarFreaks V5 Rock to Infinity & DrumMania V5 Rock to Infinity)

### D-crew関係
B-crews
- あつまれ!ビーくんソング（pop'n music 14 FEVER!）
- 4649!（よろしく） ビーくんロング（pop'n music 14 AC ♡ CS pop'n music 12 & 13収録、ロングバージョン）

D-crew
- Disabled the FLAW（beatmania 6th）
- BE LOVIN（beatmania 7th）
- SWAD（beatmania THE FINAL/オープニング・サウンドトラックCDにのみ収録）
- LOVE D RIVE（beatmania THE FINAL・ee'MALL）
- disable dA STACK（pop'n music 10）
- MY GIFTS（pop'n music 11/「Funky sonic World」のクラブアレンジ）
- D-groove REQ（pop'n music 11/St.Naya〜n「Requiem」のリミックス）
- CURUS（pop'n music 12 いろは）
- GADARINA（pop'n music 13 カーニバル）
- CURUS special-MIX（V-レアサウンドトラック13収録）
- full-consciousness green（pop'n music 14 FEVER!）
- Air Bell(beatmania IIDX 14 GOLD)
- UNBOUND MIND（pop'n music 16 PARTY♪)
- CURUS MH/D （「ポップンミュージック リクエストベスト！」収録、アレンジ・ロングバージョン）

D-crew+1
- 無限軌道（V-レアサウンドトラック6収録、後にpop'n music 16PARTY♪にショートバージョン移植）
- ホネホネロック（pop'n music 9） - 子門真人のカバー曲

D-crew 2 US
- A thing called LOVE (Dance Dance Revolution SuperNOVA2)

D-crew feat. DENNIS GUNN(DJ Yoshitaka SCRATCHING)
- Close my Eyes for Me（beatmania IIDX 11 IIDX RED）

D-crew feat. MAKOTO
- This is Love（beatmania IIDX 13 DistorteD）

D-crew feat.Matt Tucker
- We Can Win The Fight （ダンスダンスレボリューション　フルフル♪パーティー）

Design-MAD crew
- Summer Fairytale(Dance Dance Revolution II) - 日本ではBOOM BOOM DANCEが初出

D-crew with Melissa Petty
- One Sided Love(Dance Dance Revolution(PS3/Wii))

D-crew with VAL TIATIA
- Crazy Control(Dance Dance Revolution X2)

Des-crew
- CURUS-M (ditty)（pop'n music 17 THE MOVIE）

positive MAD-crew
- taulanaewn*RQD (RADAD Remix)（サウンドトラック「beatmania THE FINAL Original Soundtrack」収録、mur.mur.kurotohの「taulanaewn」のリミックス）
- Mynarco(pop'n music SunnyPark)
- ラピストリアの約束(pop'n music ラピストリア)

BEMANI Sound Team "positive MAD-crew"
- Mychronicle(pop'n music うさぎと猫と少年の夢)

### positive MA関係
positive MA
- SURGE LINE（beatmania 6th/ee'MALL）
- Lying on the bench（beatmania 6th）
- HEALEN（beatmania 7th/ee'MALL）

positive MA feat. akino
- one seek（beatmania THE FINAL・エンディング）
- Cradle（beatmania IIDX 9th）

positive MA feat. TSUBOI
- 夜間行 ma-Remix（beatmania 7th/「夜間行」のリミックス）

### leap-d関係
桜井零士（編曲を担当・作詞・曲は共同制作）
- For Dear〜（pop'n music 12 いろは）
- Infinity Blue（pop'n music 13 カーニバル）
- 空へ続く道〜Infinity∞MIX（家庭用 pop'n music 13 カーニバル/「Infinity Blue」のバンドアレンジ版。歌詞やメロディも原曲とは異なっている）
- Desert rain（GuitarFreaks V2 & DrumMania V2）

PLATINUM-EDEN
- 洟・月・奇蹟(ee'MALL 2nd avenue)

### NICK BOYS
- Nick boys（ee'MALL/TOMOSUKEとの共作（実際は、裏方））
- Pinky Nick（ee'MALL 2nd avenue/同上）
- Nick Ring（pop'n music 11/同上）
- DOLLAR DOLLAR（pop'n music 14FEVER!/同上）

### その他の名義（曲のコメントでは主にMTO）
Cheki-ROWS
- GIRIGILI門前雀羅(Dance Dance Revolution SuperNOVA2)

DAVIGHT
- When I come back(GuitarFreaks V3 & DrumMania V3)

Des-MASTERS
- ハリツヤランデヴー(beatmania IIDX 16 EMPRESS)

Des-NOW
- 純白レジエンド -冬-(REFLEC BEAT colette -Winter-)

Des-TINE
- 追儺の桜 -春-(REFLEC BEAT colette -Spring-)

Des-TRACT
- TROOPERS(beatmania IIDX 15 DJ TROOPERS)

Des-Wim
- Last Memento -花火のない夏-(REFLEC BEAT colette -Summer-)

DJ GW
- 全力 SPECIAL VACATION!! ～限りある休日～(beatmania IIDX 22 PENDUAL/REFLEC BEAT groovin'!! Upper)

DTO vs PON 勝利の方程式
- 徹頭徹尾Thrive at Perfect Fourth(pop'n music ラピストリア)

Frances Maya
- アジサイの花（pop'n music 13 カーニバル）

MTO
- World Wide Love(beatmania IIDX 8th)
- ee'MALL システムBGM各種

NICE GUY人
- ONSEN SONG remixed(pop'n music 12 いろは)

Paddington Private Detective
- London Affairs Beckoned With Money Loved By Yellow Papers.(beatmania IIDX 17 SIRIUS)

Yukky+DES
- 西軍∥∴⊂SEKIGAHARA⊃∴∥東軍(pop'n music 18 せんごく列伝)

達見恵
- 星空に誓うロマンス（うたっち）

猫叉王子 feat.矢作川
- 夏色DIARY 懐色DIEARY(REFLEC BEAT groovin'!! Upper)

ビンビンWAVES
- Rhythm in Pocket(ポップンリズミン)
- エンプティ マイ ハート（うたっち）

### 合作
414
- double thrash（beatmania IIDX 12 HAPPYSKY/泉陸奥彦との共作）

cutie smashers
- ランブルメドレー（pop'n music 13 カーニバル/『ランブルローズ』の楽曲のメドレーで、Sota Fujimori・dj TAKAとの合作。2曲目の『The Bitter Road』を担当）

DesQ
- Jack（pop'n music 10/TaQとの共作・編曲担当）

Des-ROW vibes Dr.Honda
- SERVI(REFLEC BEAT VOLZZA/Dr.Hondaとの共作)

Des-Sana+wpt9
- キルト(jubeat knit APPEND/Sana、wac、PON、TOMOSUKE、96との共作)

Des-あさ
- 真超深TION（pop'n music 13 カーニバル/あさきとの共作）
- ￥真超深TION￥（GuitarFreaks V2 & DrumMania V2/上記曲の別アレンジ）

D-wacrew
- ほしのつくりかた（ポップンリズミン/wacとの共作）

kors k REASM Des-ROW
- Erosion Mark(ポップンリズミン/kors kとの共作)

RoughSketch REVET D-crew
- Disable Mark(REFLEC BEAT VOLZZA 2/RoughSketchとの共作)

Ryu☆∞Des-ROW
- Engraved Mark（熱闘！BEMANIスタジアム/Ryu☆との共作）

Sota÷Des
- Empathetic（私立BEMANI学園/Sota Fujimoriとの共作）

strawberry barium"s"
- Pop'n X'mas 2004 〜電子ノウタゴエ〜（『pop'n music 12』のクリスマスソング企画で、村井聖夜・wacとの共作。2曲目の『きよしこの夜(Silent Night)』をD-crew名義で担当）

TOMO-crew
- DA DA DA DANCING!!（pop'n music 14 FEVER!/TOMOSUKEとの共作）

黒ムル feat.淀川ジョルカエフ
- 異能対決! VS. 淀ジョル(pop'n music 14 FEVER!/日高明大との共作)

黒ムル&淀川ジョルカエフ
- お豆の哀歌(pop'n music 12 いろは/日高明大との共作)

ジョルカエフ多鬼島
- Treasure Hoard(pop'n music 17 THE MOVIE/日高明大との共作)

### その他の参加作
Ark of the Covenant
- rebirth of love（GuitarFreaks V & DrumMania V) - ギター演奏（作曲:TOMOSUKE）

dj TAKA feat. Jasmine
- Final Count Down (MTO CRY BABY STYLE) (beatmania IIDX 4th style) - ギター演奏（編曲:dj TAKA)

HASHED BOX
- Cappuccino bossa(beatmania 7thMIX) - ギター演奏(作曲:小野秀幸)

Shine All Stars
- 柳小路のシスター(pop'n music 11) - コーラス参加（作曲・詞:Togo-chef）

VENUS
- 恋愛観測 -VENUS Mix-(pop'n music ラピストリア/REFLEC BEAT groovin'!! Upper) - ボーカル参加(編曲:Sota Fujimori)
- Help me, ERINNNNNN!! -VENUS mix-(REFLEC BEAT VOLZZA 2) - ボーカル参加(編曲:Sota Fujimori)、また、SOUND VOLTEX III GRAVITY WARSにもこの楽曲は収録されているが、そちらではボーカルは入っていない。

鈴木愛
- 正論（GUITARFREAKS 6th & drummania 5th) - ギター演奏（編曲:小野秀幸）

めぐみ
- frost(pop'n music 11) - コーラス参加（作詞&作曲:606、編曲:デト夢）

## Des-ROW・組スペシアルrのメンバー
YU（アルファのTSUBOI）
Des-ROW・組の仕事は「バイト」であると語っている。
ムルムル（日高明大/白黒法師、asyura 3rd）
ナオキ189（川村直生）
189というのは身長が由来。「わんぱく」と読む。同じ名前のNAOKIと間違われる場合があるが全くの別人。主にベース担当。
wac（脇田潤）
Des-ROWからはwakk等、名前を正しく呼ばれた例が無い。最初は「僕はwacですよ」と否定していたが、『pop'n music9』の「男々道」のコメントの際、諦めたらしく「もうwakkでいいや」と言っていた。「声にならない声」担当。
でっかん
Des-ROWからはデクと呼ばれることが多い。公式サイトの更新も行っていたが、現在は旅に出ているらしい。
よしくん(DJ Yoshitaka)
主に歌唱とスクラッチを担当しており、曲のコメントでは、落ちを任せられている
かも（鴨宮）
ライブの際ドラムを担当することが多い
デスオ(Death-O)
主にドラムとデス声を担当

## ディスコグラフィ

### アルバム
- 『D.』（2004年）